# 自殺 (2013年の本)
『自殺』（じさつ）は、朝日出版社から出版された末井昭による著書。及び朝日出版社第二編集部ブログに連載されていたブログ。2014年7月24日、第30回講談社エッセイ賞を受賞した。

## 概要
母親のダイナマイト自殺から編集者になる著者の半生が綴られたノンフィクション作品。自殺という重くなりがちなテーマを取り上げながら、明るく面白く読めるように書かれており「自殺なんて馬鹿らしい」という著者の理念が一貫して表れている。
著者の人生を著す中で、出会った人々とのインタビューや人物紹介なども書かれている。主な人物として青木麓、吉岡尚文、早野梓などがいる。多くのインタビューは自殺と関連する話題が多い。

## 書誌情報
- 朝日出版社第二編集部ブログ - 2011年5月より
- 単行本 - 2013年10月31日 ISBN 9784255007502（電子版あり）